# マティアス・アギーレガライ
マティアス・アギーレガライ（Matías Aguirregaray, 1989年4月1日 - ）は、ブラジル・リオグランデ・ド・スル州ポルト・アレグレ出身のウルグアイ人サッカー選手。ポジションはディフェンダー。

## 経歴
攻撃的な右サイドバック。父オスカル・アギーレガライもプロサッカー選手で、ウルグアイ代表として1987年と1995年のコパ・アメリカ優勝に貢献したセンターバック。アギーレガライは当時父がSCインテルナシオナルに在籍していたためブラジルで生まれた。その他、ルーツであるスペインの国籍も持っている。2000年に父が現役最後の時を過ごしたCAペニャロールに加わり、2007年にプロデビューを果たす。2010年にはスペイン2部のテッラーサFCにレンタル移籍したが登録上の問題から試合出場はなかった。レンタルバック後の2011年にモンテビデオ・ワンダラーズFCに完全移籍し、すぐにイタリアのUSチッタ・ディ・パレルモにレンタル移籍された。イタリアではレギュラーを奪えず、またチームも低迷したがリーグ戦12試合に出場し、守備面での不安は残るものの魅力ある攻撃力を持っていることを示した。完全移籍には至らなかったが、オフシーズン期間ではロンドン五輪や初めてのA代表を経験するなど様々な経験を積んだ。2012年9月にルーマニアのCFRクルジュに完全移籍。

## 代表歴
ウルグアイ代表として2009 南米ユース選手権、2009 FIFA U-20ワールドカップに出場した。2012年にはA代表監督のオスカル・タバレス率いるロンドンオリンピックメンバーにも選出され、2試合に出場した。チームはグループステージで敗退したが、大会終了後の8月にコロンビアとのワールドカップ予選にてA代表初招集を受けた。